# Cratere Anna
Anna è un cratere sulla superficie di Dione.